# Kelurahan Cipete Selatan
Kelurahan Cipete Selatan är en administrativ by i Indonesien.   Den ligger i provinsen Jakarta, i den västra delen av landet. Huvudstaden Jakarta ligger i Kelurahan Cipete Selatan.